# Igor de Souza Fonseca
Igor de Souza Fonseca (nascut el 19 de febrer de 1980), conegut simplement com a Igor, és un exfutbolista brasiler que jugava com a davanter.

## Carrera de club
Nascut a Maceió, Alagoas, Igor va debutar professionalment a Portugal, amb el modest FC Maia de segona divisió. Posteriorment, va jugar dues temporades completes a la Primeira Liga, amb el SC Braga i el Vitória de Setúbal, aportant quatre gols a la Lliga al darrer club en una temporada en què va quedar cinquè i es va classificar per la Copa de la UEFA.
A meitat de la campanya de la Lliga Portuguesa 2005-06, el Braga va traslladar la cessió d'Igor del CF Estrela da Amadora al Pontevedra CF, un equip de tercer nivell del futbol espanyol. Els gallecs, per la seva banda, després que el trasllat fos indefinit l'estiu del 2007, van cedir el jugador diverses vegades durant el seu contracte, i va sumar 26 partits i sis gols a la segona divisió amb el Girona FC i el Llevant UE abans. va tornar a Pontevedra el gener de 2010 (també va tenir una breu cessió al Brasil).
L'Igor va patir dos descensos l'any 2010-11, un amb el Pontevedra i l'altre amb el CD Tenerife, incorporant-se a aquest últim –a la segona categoria– el gener de 2011, cedit. El juliol de 2011 va fitxar amb un altre equip del espanyol, la UD Salamanca, passant després a la Superlliga de Grècia amb l'Panthrakikos FC l'estiu de 2013 després de la desaparició del club salmantí.

## Vida personal
El germà petit d'Igor, Yuri, també era futbolista i davanter. Van compartir equips al Maia (on van arribar de ben petits) i al Pontevedra.
El seu cosí, Charles, també va jugar diverses temporades a Espanya, i també va representar el Pontevedra.

## Palmarès
Vitória Setúbal
- Taça de Portugal: 2004–05